# Christoph Hoffmann (Theologe)

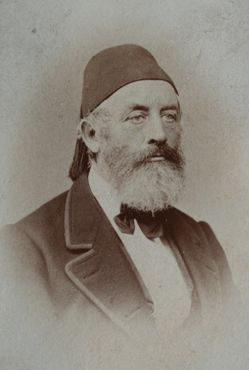
Christoph Hoffmann (1815–1885)

Gottlob Christoph Jonathan Hoffmann (* 2. Dezember 1815 in Leonberg; † 8. Dezember 1885 in Rephaim bei Jerusalem) war Stifter der deutschen Tempelgesellschaft.

## Leben
Christoph Hoffmann, Sohn des Notars und Bürgermeisters Gottlieb Wilhelm Hoffmann und dessen dritter Frau Beate Baumann (1774–1852) und jüngerer Halbbruder des evangelischen Theologen Wilhelm Hoffmann, studierte Evangelische Theologie, Philosophie und Geschichte am Evangelischen Stift in Tübingen. 1840 wurde er Repetent am Evangelischen Stift und 1841 Lehrer auf dem Salon bei Ludwigsburg, wo er im selben Jahr Pauline Paulus, die Tochter der Schulgründerin Beate Paulus heiratete.
1848 wurde er Abgeordneter zur deutschen Nationalversammlung, 1853 bis 1855 Vorsteher der Evangelistenschule in St. Chrischona bei Basel und erließ 1854 in Verbindung mit Christoph Paulus einen Aufruf zu einer großartigen Auswanderung der Gläubigen nach Palästina, um daselbst mit allen frommen Juden und Katholiken das Gesetz des Mose zu erfüllen. Vorläufig wurde damit ein Anfang in Kirschenhardthof bei Burgstetten gemacht, hierauf 1861 ein abermaliger Aufruf an die Christenheit zur Stiftung eines Zentralheiligtums in Jerusalem erlassen. 1858 machte er seine erste Forschungsreise nach Palästina, wohin er 1868 übersiedelte.
Seit 1869 wurden gut organisierte Kolonien zu Haifa, Jaffa und Sarona in Palästina gegründet, und 1878 wurde die Zentralleitung des deutschen Tempels nach Jerusalem verlegt.
Da aber der Stifter in der Süddeutschen Warte und in seinem Buch Occident und Orient (Stuttgart 1875) den trinitarischen und christologischen Grundlehren der Kirche den Krieg erklärte, sagte sich der Reichsbrüderbund zu Haifa unter dem Tempelvorsteher Georg David Hardegg (1812–1879) von dem Haupttempel los.
Hoffmann gab heraus Bibelforschungen (1882–1884, 2 Bände) und seine Selbstbiographie Mein Weg nach Jerusalem (1882–1884, 2 Bände).

## Sohn Christoph Hoffmann II

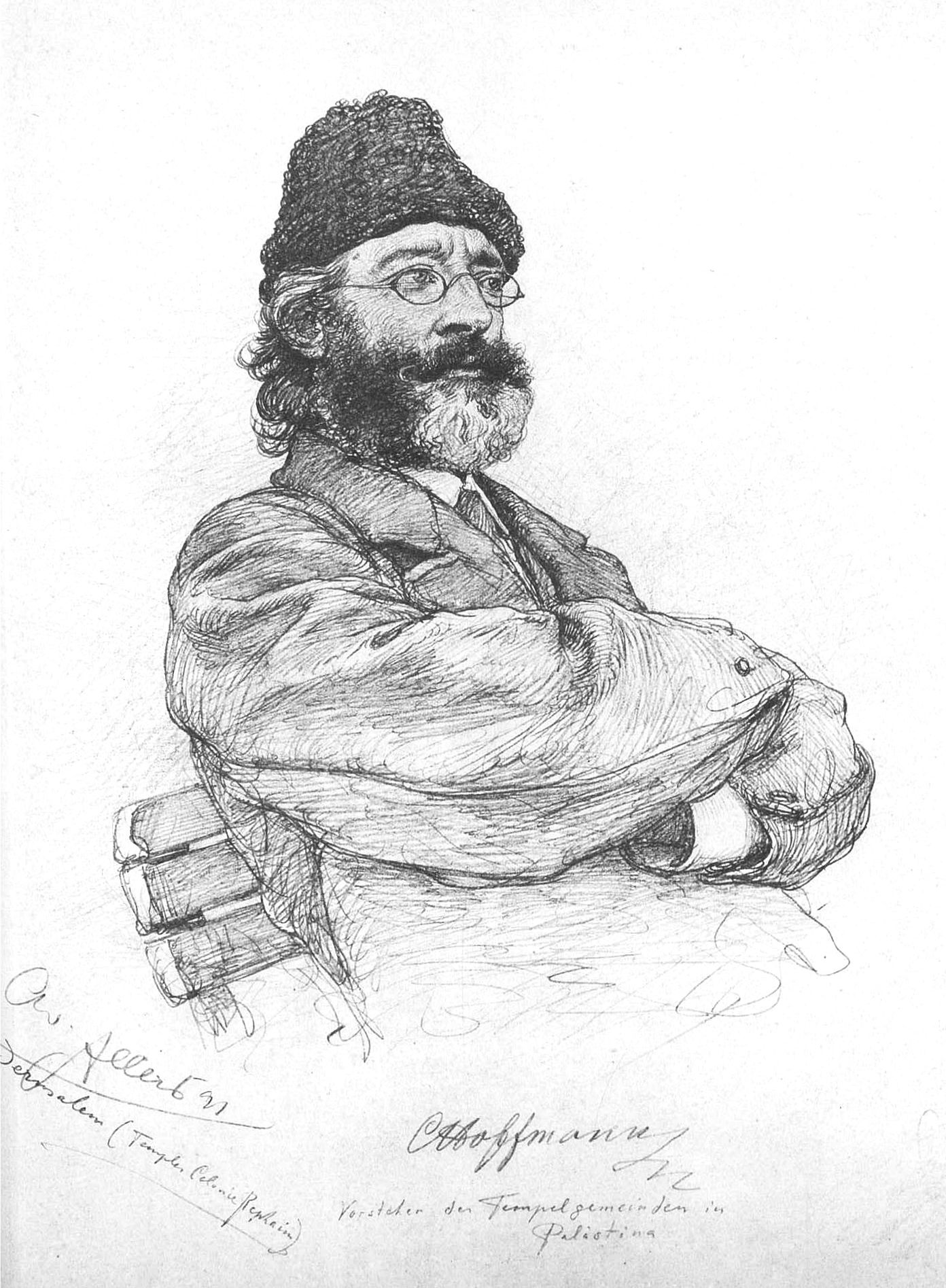
Christoph Hoffmann II (1847–1911)

Hoffmanns Sohn Christoph (1847–1911) wurde ab 1890 Vorsteher der Tempelgesellschaft, nachdem diese von 1884 bis 1890 von Christoph Paulus geleitet wurde.